# Hanf (Hennef)
Hanf ist ein Ortsteil der Stadt Hennef (Sieg) im Rhein-Sieg-Kreis in Nordrhein-Westfalen. Der Kapellenort liegt im Hanfbachtal. Das heutige Dorf Hanf bildete schon früher mit den benachbart liegenden Wohnplätzen Meisenhanf, Hanfmühle und Halmshanf eine dörfliche Gemeinschaft.

## Geschichte
Nach einer Statistik aus dem Jahr 1885 lebten damals in „Hannf“ (alte Schreibweise) 79 Einwohner in 17 Häusern.
Bis zum 1. August 1969 gehörte die Ortschaft Hanf zur Gemeinde Uckerath. Im Rahmen der kommunalen Neugliederung des Raumes Bonn wurde Uckerath, damit auch der Ort Hanf, der damals neuen amtsfreien Gemeinde „Hennef (Sieg)“ zugeordnet.

## Kapelle
Die Kapelle in Hanf wurde 1756 erbaut. Monatlich wird hier eine Messe abgehalten.

## Infrastruktur
- Von 1892 bis 1956 war in Hanfmühle ein Haltepunkt der Bröltalbahn, die den Ort mit Hennef und Asbach (Westerwald) verband.
- Von 1882 an bestand in Hanf eine Volksschule, die später in eine Grundschule umgewandelt wurde.
- Seit 1975 besteht in Hanf ein Kindergarten als Elterninitiative.
- Jährlich findet in Hanf ein Dorffest statt.

## Vereine
- Der MGV Sangeslust wurde 1899 gegründet und in die Uckerather Hanftalsänger umbenannt.